# Rimantas Markauskas
Rimantas Markauskas (* 8. April 1954 in Vilnius) ist ein litauischer Politiker.

## Leben
Von 1969 bis 1973 absolvierte Rimantas Markauskas das  Elektromechanik-Technikum Vilnius. Von 1973 bis 1976 leistete er den Wehrdienst in der Sowjetarmee. Von 1976 bis 1992 arbeitete Rimantas Markauskas im Werk Komunaras und danach bei Valstybinė staklių gamykla. Von 1992 bis 1996 war er Mitglied im Seimas.
Markauskas ist verheiratet und hat zwei Kinder.